# Previsão sazonal de ciclones tropicais
A previsão sazonal de ciclones tropicais é o processo de prever o número de ciclones tropicais em uma das sete bacias de ciclones tropicais do mundo durante uma determinada temporada de ciclones tropicais. No Oceano Atlântico norte, uma das previsões anuais mais amplamente divulgadas vem do Projeto de Meteorologia Tropical da Universidade Estadual do Colorado. Esses relatórios foram escritos por Philip J. Klotzbach e William M. Gray.

## Projeto de Meteorologia Tropical da Colorado State University
Desde 1984, o Dr. William M. Gray e seus associados na Colorado State University publicaram uma previsão sazonal, que visa prever o número de tempestades tropicais e furacões que se desenvolverão na bacia do Atlântico durante a próxima temporada, entre outros fatores. As previsões foram inicialmente divulgadas com antecedência para junho e agosto.
Após a temporada ativa de furacões no Atlântico de 2005, o Dr. Gray decidiu permitir que Philip J. Klotzbach assumisse a responsabilidade primária pelas previsões sazonais, mensais e de probabilidade de chegada a terra em vigor com a primeira previsão para a temporada de furacões no Atlântico de 2006.

## Serviços Meteorológicos Nacionais
À frente de cada época, vários serviços nacionais de meteorologia fazem previsões de como muitos ciclones tropicais formam durante uma época ou como muitos ciclones tropicais vão afetar um determinado país. Exemplos incluem o Met Office do Reino Unido que emite uma «previsão da temporada» em Maio / Junho do número de tempestade tropicais para a época vinda da temporada de furacões no Atlântico, enquanto a Philippine Atmospheric, Geophysical and Astronomical Service faz uma predição de quantos ciclones tropicais vão passar pela sua área de responsabilidade.

### Administração Nacional Oceânica e Atmosférica dos Estados Unidos
Em agosto de 1998, o Centro de Previsão do Clima dos Estados Unidos , em conjunto com o Centro Nacional de Furacões e a Divisão de Pesquisa de Furacões, divulgou uma previsão de ciclones tropicais, que previa com precisão que haveria um número acima do normal de tempestades tropicais e furacões no Atlântico entre agosto e outubro. Posteriormente, os centros NOAA começaram a emitir um panorama que deu um guia geral para a atividade global esperada no Oceano Atlântico.
Antes da temporada de furacões no Pacífico de 2003, os meteorologistas da NOAA decidiram começar a emitir uma perspectiva experimental de ciclones tropicais para o Pacífico Oriental, que foi projetada para não ser atualizada durante o meio da temporada. Como resultado do sucesso das perspectivas de 2003 e 2004, as previsões se tornaram um produto operacional durante 2005.
A NOAA também é um dos contribuintes do Instituto Nacional de Pesquisa Hídrica e Atmosférica da Nova Zelândia, Perspectiva de Ciclone Tropical, por meio de seus escritórios de previsão do Serviço Meteorológico Nacional na região e do Centro de Previsão do Clima .

### Austrália e Ilhas do Pacífico
O Instituto Nacional de Pesquisa Hídrica e Atmosférica da Nova Zelândia (NIWA) e agências colaboradoras, incluindo o Serviço Meteorológico da Nova Zelândia e os Serviços Meteorológicos Nacionais das Ilhas do Pacífico, emitem a "Previsão de Ciclone Tropical de Atualização do Clima da Ilha" para o Pacífico. Esta previsão tenta prever quantos ciclones tropicais e ciclones tropicais severos se desenvolverão no Pacífico Sul entre 135 ° E e 120 ° W, bem como quantos afetarão uma determinada nação insular. O Serviço Meteorológico de Fiji, enquanto colabora com o NIWA e parceiros, também publica a sua própria previsão sazonal, mas para a bacia do Pacífico Sul entre 160 ° E e 120 ° W. Desde o início da temporada de 2009-2010, o Bureau de Meteorologia Centro Nacional do Clima da Australia  divulgou publicamente uma previsão para a região australiana que se concentrava nos aspectos de ampla escala da temporada de ciclones, e previu a probabilidade de uma sub-região poder ver a atividade acima da média, bem como quantos ciclones tropicais podem ocorrer dentro da bacia e em cada uma de suas sub-regiões. No entanto, antes da temporada 2011-12, o NCC parou de prever publicamente quantos ciclones tropicais podem ocorrer em uma determinada região e apenas previu a probabilidade de uma sub-região ver atividades acima da média.